# New Island (Falklandinseln)
New Island (spanisch Isla de Goicoechea) ist eine Insel der westlichen Falklandinseln. Die 22,7 km² große, 13 km lange Insel liegt etwa 240 km westlich vom Hauptort der Falklandinseln, Stanley, entfernt. Die Insel ist geprägt durch Steilküsten an der Nordseite, Sandstrände im Osten und vorgelagerte kleine Inseln wie Ship Island oder Cliff Knob Island. 
New Island wurde als eine der ersten Falkinseln um 1770 von amerikanischen Walfängern besiedelt. Ihnen folgten englische Quäker, die hier Schafe züchteten. Mitte des 19. Jahrhunderts begannen die Einwohner das Guano der hiesigen Vogelkolonien abzubauen. Heute ist die Insel im Besitz einer Kooperation, die sich um den Schutz des Eilands bemüht.  
New Island wird gelegentlich von Expeditionskreuzfahrtschiffen angelaufen, die sich auf dem Weg von Ushuaia nach Stanley befinden. Im Bereich der Hauptsiedlung auf New Island befindet sich ein kleines Museum, das die Geschichte der Insel und vor allem des dortigen früheren Walfang zeigt. 

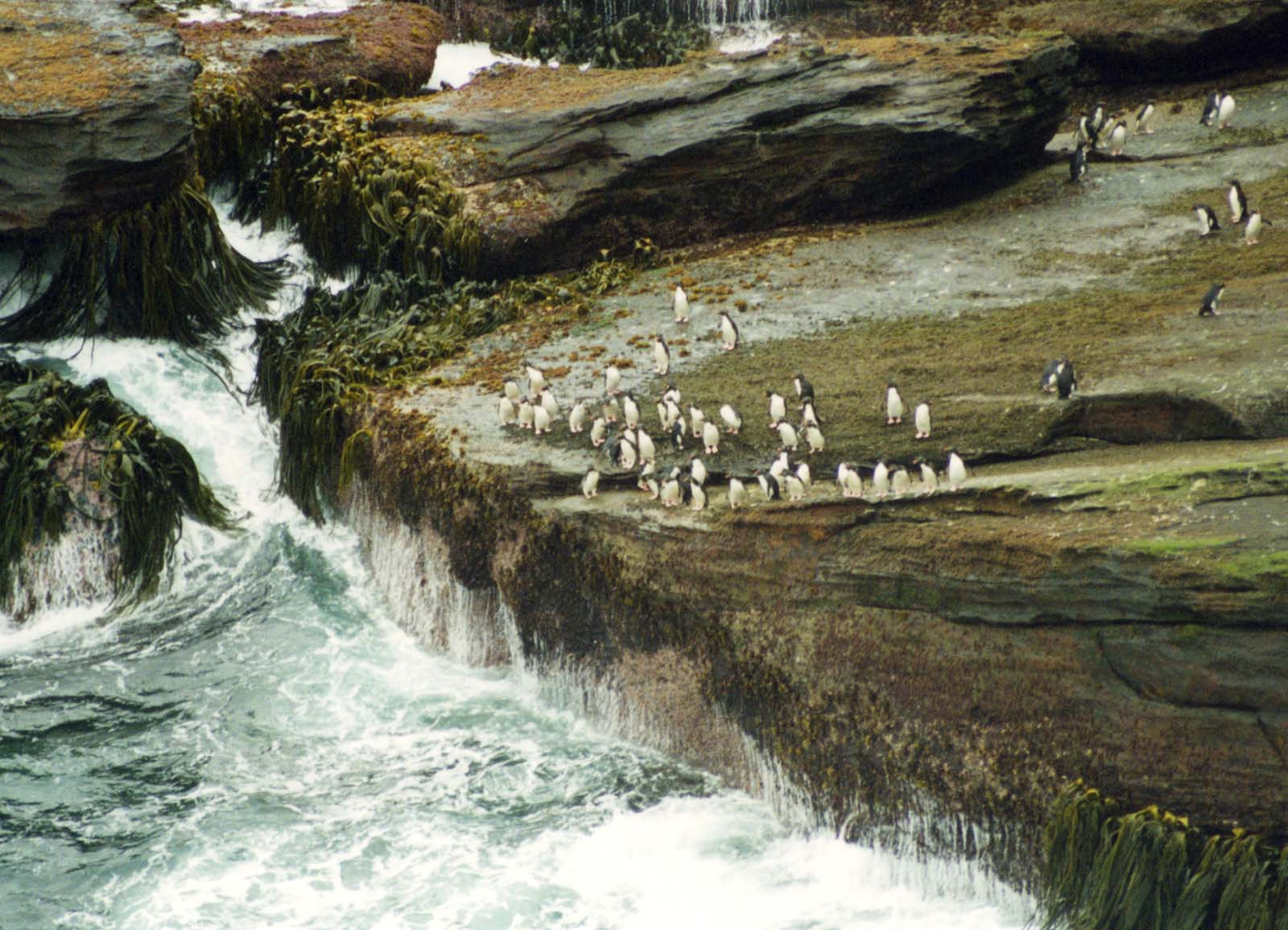
Felsenpinguine auf New Island

Auf der baumlosen, trotzdem landschaftlich reizvollen Insel sind unter anderem Südliche See-Elefanten, 
Mähnenrobben, Belcher-Sturmvögel, Eselspinguine, Blutschnabelmöwen, 
Schwarzbrauenalbatrose, Subantarktikskuas und Magellangänse heimisch.